# Hoge Ginkel
Hoge Ginkel is een natuurgebied tussen Amerongen en Leersum in de Nederlandse provincie Utrecht. Het gebied ligt tussen de Scherpenzeelseweg en de Bergweg ten noorden van Amerongen. De naam komt van de Leersumer buurtschap Ginkel dat in 1840 19 huizen met 113 inwoners telde.
De Hoge Ginkel is van oorsprong een particulier landgoed. In 1975 kwam een deel hiervan in eigendom van Utrechts Landschap en werd dit beschermd natuurgebied.

## Smeltwaterdalen
De sneeuwsmeltwaterdalen zorgen voor hoogteverschillen in het gebied. De dalen ontstonden in de laatste ijstijd, het Weichselien (116.000 - 11.700 jaar geleden). Doordat de bodem permanent bevroren was kon het smeltwater niet de bodem indringen. Het water stroomde vanaf de hellingen naar beneden. De gevormde geulen zijn als langgerekte laagtes te herkennen in het bos.
De Leeuwenkuil is een oude zandafgraving in het gebied. Het deels beplante zandgat is deels uitgegroeid tot een heideterreintje.

## Flora en fauna
De fauna bestaat uit vossen, hazelwormen en zandhagedissen. De fauna bestaat uit broedende vogels zoals havik, bosuil, bonte vliegenvanger, gekraagde roodstaart en diverse mezensoorten. Het Utrechts Landschap koopt kleine stukken grond in de omgeving aan om het gebied uit te breiden. Het oorspronkelijke productiebos met kleine percelen wordt omgevormd tot een natuurlijker bos. De naaldbomen van Hoge Ginkel maken steeds meer plaats voor loofhout. Langs de lanen staan veel beuken en Amerikaanse eiken.
Amerongse Bos
· Amerongse Bovenpolder
· Landgoed Beerschoten
· Beukenburg
· Biltse Duinen
· Birkhoven
· Blauwe Kamer
· Blikkenburg
· Bloeidaal
· Bornia
· Bosch en Duin
· Breeveen
· Broekerbos
· Buitenplaatsen Driebergseweg
· Dartheide
· Elster Buitenwaarden
· Grebbeberg
· Heidestein
· Hoge Ginkel
· Hooge Kampse Plas
· Hoog Moersbergen
· Houdringe
· Juliusput
· Kasteelbos Renswoude
· De Kievit
· Kooilust
· Kozakkenput
· De Krakeling
· Laarsenberg
· De Leyen
· Lockhorsterbos
· Lunenburgerwaard
· Maartensdijkse Bos
· Middelwaard
· Moersbergen
· Niënhof
· Noordhout
· Okkersbos
· Oostbroek
· Over-Holland
· Palmerswaard
· De Paltz
· Panbos
· Plantage Willem III
· Pleinesbos
· De Pol
· Ridderoordse Bos
· Sandenburg
· Sandwijck
· De Schammer
· Stameren
· Landgoed Stoutenburg
· Viaanse Bos
· Viaanse polders en uiterwaarden
· Vikinghof
· Park Vliegbasis Soesterberg
· Vijverbos
· Vijverhof
· Voordorpse polder
· Willem Arntszbos
· Witte Hull
· De Woerd
· Wulperhorst
· Zeisterbos